# Jean Baudrais
Jean Baudrais, né le 14 août 1749 à Tours, mort du choléra le 4 mai 1832 à Bicêtre, est un littérateur et un magistrat français.

## Homme de lettres
Installé à Paris à vingt ans, où il se marie, il publie en 1781 l'Allégresse villageoise, un divertissement mêlé de chants et de danses, à l'occasion de la naissance du Dauphin. Puis il fait paraître La Vanité est bonne à quelque chose, poème héroï-comique, en 1782, le Dieu Mars désarmé, divertissement en vers, à l'occasion du traité de Versailles en 1783. Auteur de nombreuses pièces de théâtre, il se fait également éditeur, publiant avec Nicolas Thomas Leprince la Petite bibliothèque des Théâtres, dont le projet est de rassembler toutes les pièces de la scène tragique comique et lyrique avec un portrait des auteurs et des notices sur leur vie, des jugements et des anecdotes sur chaque ouvrage et un catalogue analytique de toutes les pièces exclues du recueil.

## Homme politique sous la révolution
Devant le départ en émigration d'un grand nombre de ses souscripteurs, il abandonne la carrière littéraire, et se consacre à la politique, adhérant à divers clubs. Membre du Club des jacobins, il obtient divers emplois publics : commissaire du district des Filles Saint-Thomas puis employé à la signature des assignats et contrôleur général de ce papier-monnaie, deux fois membre du corps électoral, membre du Conseil général, du corps et du bureau municipal de la Commune de Paris après la journée du 10 août 1792. En cette dernière qualité, il assiste, le 21 janvier 1793 à l'exécution de Louis XVI, recevant et contresignant son testament, et exerce les fonctions de censeur.
Sous la Terreur, il est administrateur de la police. Destitué pour avoir dit qu'amené à juger Louis XVI, il l'aurait condamné à la déportation plutôt qu'à la peine de mort, il est incarcéré et transféré à la Conciergerie. Toutefois, après le 9 Thermidor, il échappe au tribunal révolutionnaire. Peu après, il est nommé juge de paix à la section de la Halle-aux-Blés.

## Une vie aux Amériques
En 1797, il est envoyé en Guadeloupe pour y exercer les fonctions de juge au tribunal civil, criminel et d'appel en matière de commerce et de prises maritimes.
Il réside depuis trois ans dans cette colonie quand, après l'attentat de la rue Saint-Nicaise, il est compris sur la liste de proscription du 15 nivôse an IX. Selon certains biographes, il aurait été confondu avec Baudray, propriétaire du café des Bains chinois, sur le boulevard des Italiens. Malgré ses protestations, il est déporté à Cayenne, où il occupe les fonctions de greffier du tribunal et de notaire et est chargé de la tenue des registres d'état civil. 
Lors de la proclamation de l'Empire, il refuse de prêter serment à Napoléon et démissionne, avant de se retirer avec sa femme aux États-Unis, où il vit du travail de ses mains pendant treize ans.
Quittant New York, il rentre en France en 1817, où il doit apporter un démenti aux journaux et aux biographies qui le disaient mort en Guyane en 1801. Admis à l'hospice des vieillards de Bicêtre, tandis que sa femme est admise dans une autre maison, il meurt lors de l'épidémie de choléra à l'âge de 83 ans.

## Œuvres
- Étrennes de Polymnie. Choix de chansons, romances et vaudevilles, Paris, 1785-1789, 5 vol.
- Essai sur l'Origine et les progrès de l'art dramatique en France, Paris, 1791, 3 vol. (inachevé)
- Petite bibliothèque des Théâtres (en collaboration avec Nicolas Thomas Le Prince), Paris, 1783-1790, 72 vol. (collection incomplète)

## Pour approfondir